# Lola Pop Brood
Lola Pop Brood (Amsterdam, 18 juli 1985) is een Nederlandse modeontwerpster en kunstenares. Ze is een van de dochters van Herman Brood.

## Persoonlijk leven
Brood is de dochter van Xandra Jansen en rockzanger-kunstenaar Herman Brood, en een halfzus via moederskant van Holly Mae Brood (1994) en via vaderskant van Marcel Buissink (1968). Ze is vernoemd naar het nummer Lola van de Britse rockband The Kinks.

## Carrière
Brood kreeg als kind bekendheid door de documentaire over haar vader Rock 'n' Roll Junkie uit 1994, waarin zij te zien was. In 2011 maakte zij het televisieprogramma Lola zoekt Brood, waarin zij samen met presentator Art Rooijakkers mensen en plekken bezocht die in het leven van haar in 2001 overleden vader belangrijk waren geweest.
Lola Brood schildert en ontwerpt kleding. In 2013 presenteerde ze haar collectie rock 'n' roll junkie, die een ode is aan haar overleden vader.
In april 2016 stond Brood met een naaktreportage in Playboy.

## Filmografie en televisie
- Rock 'n' Roll Junkie (1994) - haarzelf
- Sterren Dansen op het IJs (2007) - deelneemster
- Lola zoekt Brood (2011) - presentatrice[4]
- Unknown Brood (2016) - haarzelf
- Groeten uit 19xx (2019) - samen met haar moeder Xandra en halfzusje Holly
- Antonie en Merlijn: 10 jaar later (2020) - haarzelf